# Syzygium koumacense
Syzygium koumacense är en myrtenväxtart som beskrevs av J.W.Dawson. Syzygium koumacense ingår i släktet Syzygium och familjen myrtenväxter. Inga underarter finns listade i Catalogue of Life.